# Jürgen Paul Prahl
Jürgen Paul Prahl (* 25. September 1772 in Lübeck; † 7. Juli 1813 ebenda) war ein Lübecker Knochenhauermeister und Opfer der französischen Okkupation.

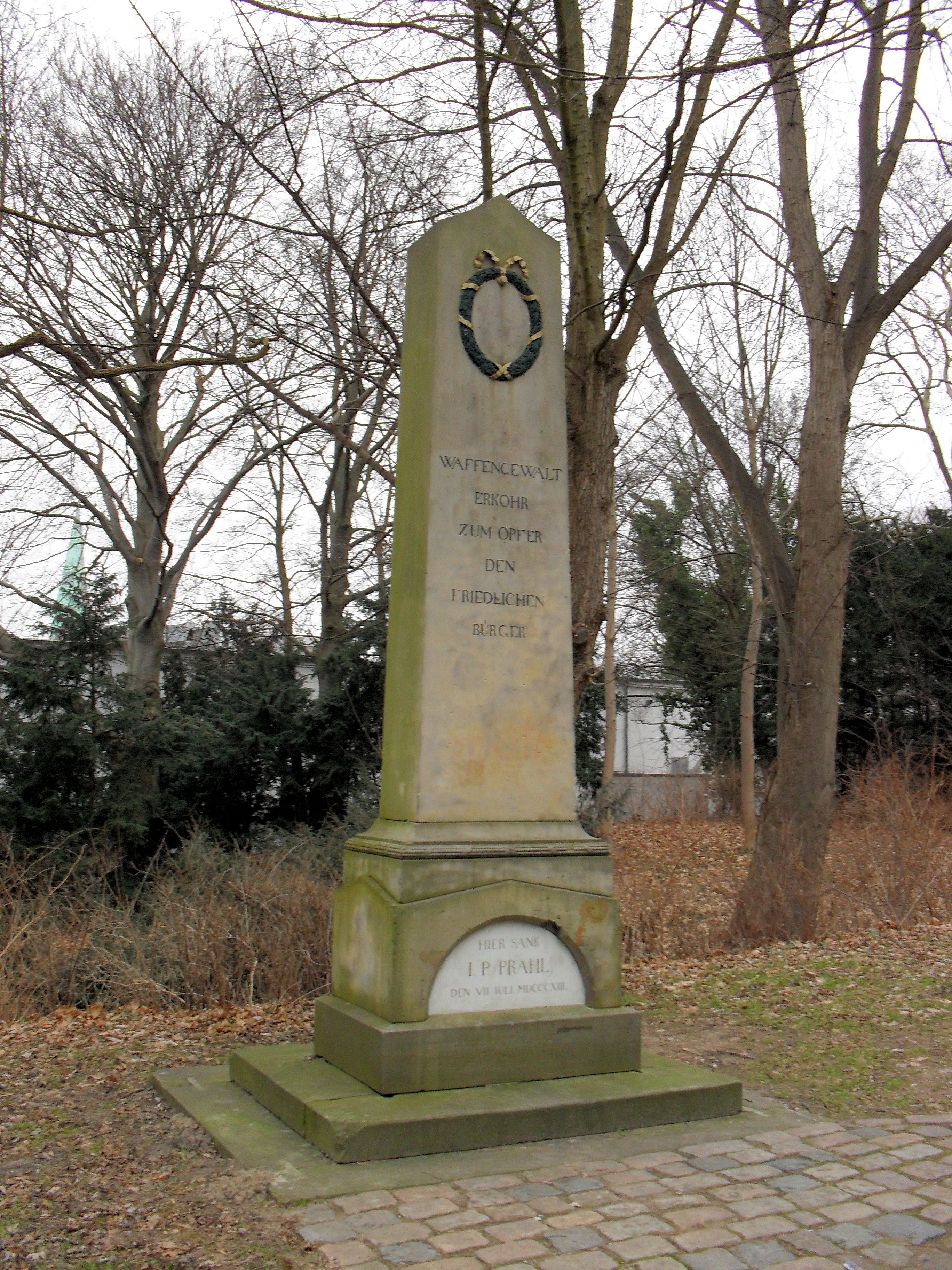
Das Prahl-Denkmal in Lübeck

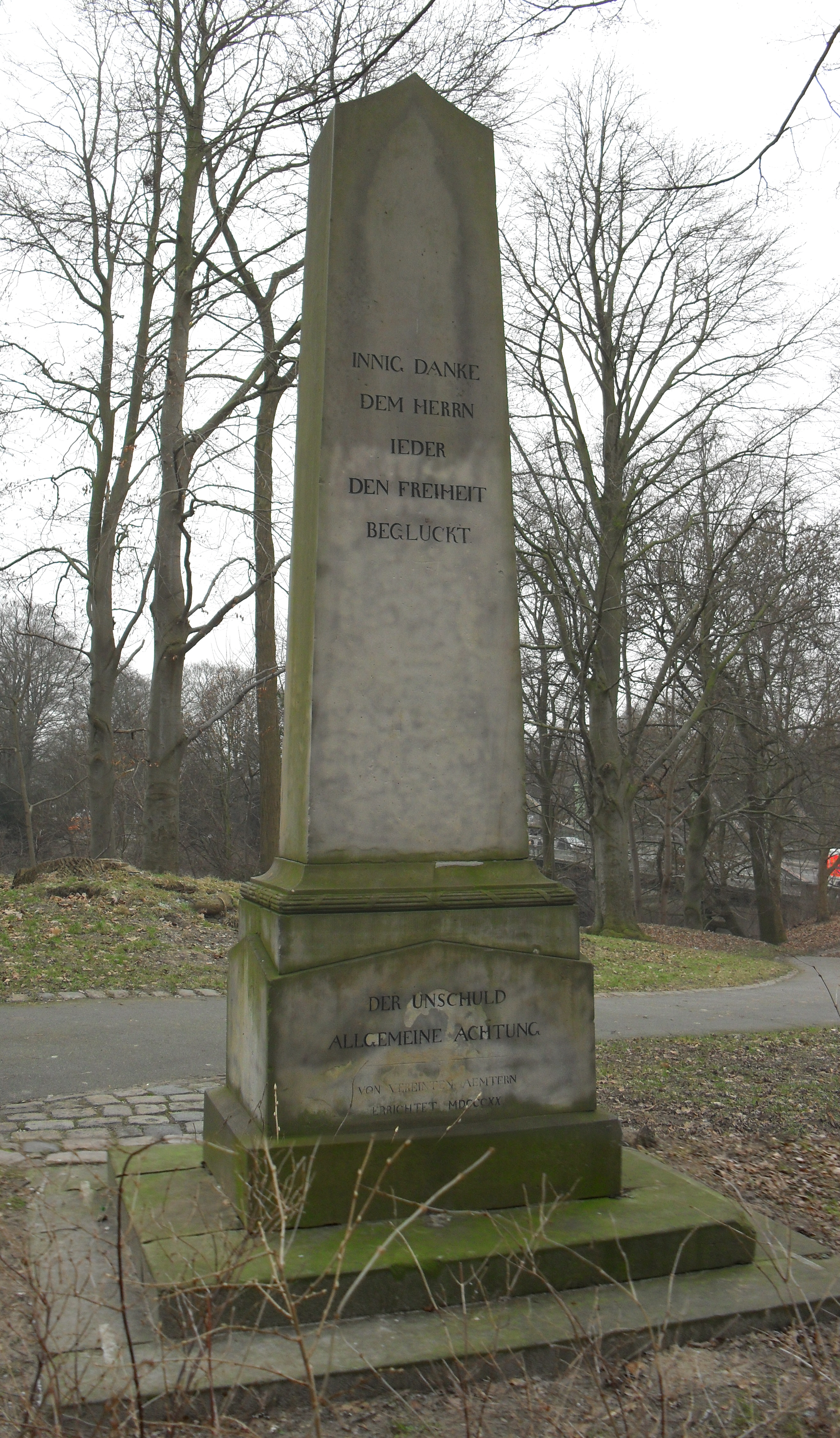
Die Rückseite des Denkmals

## Zwischenfall auf dem Markt
Am Morgen des 5. Juli 1813 wurden auf dem Lübecker Markt Soldaten der französischen Besatzungsmacht gemustert; das Geschehen wurde von zahlreichen Zuschauern verfolgt. Die anwesenden Zivilisten, unter denen sich auch Prahl befand, machten spöttische Bemerkungen über die angetretene Truppe und erregten dadurch das Missfallen des kommandierenden Offiziers Abadie. Dieser forderte die am nächsten stehenden Personen zum Zurücktreten auf. Als seinen Anweisungen nicht Folge geleistet wurde, versuchte er die Zuschauer mit Stößen vor die Brust abzudrängen. Einer der Betroffenen, der Gärtner Green, protestierte gegen diese Behandlung und wurde deswegen auf Befehl des Offiziers festgenommen.
Der in der Nähe stehende Prahl bedachte Abadie daraufhin mit höhnischem Gelächter. Der Offizier wandte sich Prahl zu, fragte verärgert nach dem Grund für das Lachen und erhob dabei den Degen gegen den Schlachter. Prahl griff nach Abadies Arm, wobei nicht geklärt ist, ob er den Degen nur festhalten oder an sich bringen wollte. Der Offizier ließ Prahl dafür gleichfalls verhaften und abführen.

## Prozess und Hinrichtung
In den Morgenstunden des 7. Juli trat im Stadthaus ein Militärgericht unter Vorsitz von Major Staglieno vom 111. Linienregiment zusammen. Die Anklage wurde vertreten von Capitain-Adjutant-Major Riston von derselben Einheit. Auf Prahls eigenen Wunsch übernahm Johann Friedrich Hach seine Verteidigung. Prahl wurde der Anstiftung zum Aufruhr und zum Widerstand gegen die französische Militärgewalt beschuldigt.
Nach Anhörung der Angeklagten und nachdem Verteidigung und Anklage ihre Anträge vorgebracht hatten, beriet das Gericht hinter verschlossenen Türen über das Urteil. Es wurde befunden, dass Prahl gegen ein kaiserliches Dekret vom 26. Januar 1813 verstoßen hatte, das jegliche Aufwiegelung gegen die französische Herrschaft mit der Todesstrafe belegte. Das Urteil wurde öffentlich verlesen und, auf Kosten des Verurteilten, in 300 Exemplaren gedruckt und in der Stadt angeschlagen.
Gnadengesuche durch die Familie Prahls, den provisorischen Maire Friedrich Adolph von Heintze sowie den Unterpräfekten an den Militärgouverneur General Paul Thiébault waren vergeblich, da dem General in derartigen Fällen kein Begnadigungsrecht zustand und die Urteile der Militärgerichte laut Gesetz vom 17. Messidor des Jahres 12 unverzüglich zu vollstrecken und daher praktisch nicht anfechtbar waren.
Noch am Mittag des 7. Juli wurde Prahl auf dem Festungswall am Mühlentor von einem französischen Erschießungskommando hingerichtet.
Prahls Witwe wurde als ausnahmsweise Vergünstigung gewährt, die Leiche ihres Mannes, die man am Ort der Hinrichtung verscharrt hatte, ausgraben und an anderer Stelle beisetzen zu lassen. Die zusätzlich zur Todesstrafe auferlegte Geldbuße in Höhe von 915 Franken wurde ihr vom Unterpräfekten erlassen; die Prozesskosten von 12 Franken musste sie jedoch aus dem Nachlass des Hingerichteten begleichen.

## Prahl-Denkmal
Am 7. Juli 1820 wurde ein Denkmal für Jürgen Paul Prahl an der Stelle seiner Hinrichtung eingeweiht. Der von Joseph Christian Lillie entworfene, drei Meter hohe Obelisk trägt an der Vorderseite die Inschriften Waffengewalt erkohr zum Opfer den friedlichen Bürger sowie Hier sank J. P. Prahl den VII. Juli MDCCCXIII, und auf der Rückseite Innig danke dem Herrn jeder, den Freiheit beglückt sowie Der Unschuld allgemeine Achtung. Von vereinten Aemtern errichtet MDCCCXX.
Da beim Bau des Elbe-Lübeck-Kanals 1898 dieser Teil der Lübecker Wallanlagen abgetragen wurde, versetzte man das Denkmal um etwa 50 Meter auf die Krone eines verbliebenen Wallrests, wo es sich bis heute befindet.